# Sergiolus
Sergiolus es un género de arañas araneomorfas de la familia Gnaphosidae. Se encuentra en Norteamérica, las Antillas y en Asia.

## Lista de especies
Según The World Spider Catalog 12.0:
- Sergiolus angustus (Banks, 1904)
- Sergiolus bicolor Banks, 1900
- Sergiolus capulatus (Walckenaer, 1837)
- Sergiolus columbianus (Emerton, 1917)
- Sergiolus cyaneiventris Simon, 1893
- Sergiolus decoratus Kaston, 1945
- Sergiolus gertschi Platnick & Shadab, 1981
- Sergiolus guadalupensis Platnick & Shadab, 1981
- Sergiolus hosiziro (Yaginuma, 1960)
- Sergiolus iviei Platnick & Shadab, 1981
- Sergiolus kastoni Platnick & Shadab, 1981
- Sergiolus khodiarae Patel, 1988
- Sergiolus lamhetaghatensis Gajbe & Gajbe, 1999
- Sergiolus lowelli Chamberlin & Woodbury, 1929
- Sergiolus magnus (Bryant, 1948)
- Sergiolus mainlingensis Hu, 2001
- Sergiolus meghalayensis Tikader & Gajbe, 1976
- Sergiolus minutus (Banks, 1898)
- Sergiolus montanus (Emerton, 1890)
- Sergiolus ocellatus (Walckenaer, 1837)
- Sergiolus poonaensis Tikader & Gajbe, 1976
- Sergiolus singhi Tikader & Gajbe, 1976
- Sergiolus songi Xu, 1991
- Sergiolus stella Chamberlin, 1922
- Sergiolus tennesseensis Chamberlin, 1922
- Sergiolus unimaculatus Emerton, 1915